# ジャズ音楽家の一覧
ジャズ音楽家の一覧（ジャズおんがくかのいちらん）は、ジャズ、フュージョン（クロスオーバーを含む）の代表的ミュージシャン・演奏者・歌手についての一覧（グループを除く）である。生年順に記す。
楽器名の五十音順（同属楽器は音域順）で示す。【】内はジャンル（ジャズ#主なスタイル/ジャンル参照）。

## 鍵盤楽器

### オルガン
- ワイルド・ビル・デイヴィス（英語版）（1918年11月24日 - 1995年8月17日）【ファンキー・ジャズ、スウィング・ジャズ】
- ジミー・スミス（1925年12月8日 - 2005年2月8日）【ファンキー・ジャズ、ビバップ】
- ジャック・マクダフ（ブラザー・ジャック・マクダフ）（1926年9月17日 - 2001年1月23日）【ファンキー・ジャズ】
- ハンク・マー（英語版）（1927年1月30日 - 2004年3月16日）【ファンキー・ジャズ】
- フレディ・ローチ (オルガン奏者)（英語版）（1931年5月1日 - 1980年10月3日）【ファンキー・ジャズ】
- リチャード・グルーヴ・ホルムズ（英語版）（1931年5月2日 - 1991年6月29日）【ファンキー・ジャズ】
- ベイビー・フェイス・ウィレット（1933年9月11日 - 1971年4月1日）【ファンキー・ジャズ】
- ジョニー・"ハモンド"・スミス（英語版）（1933年12月26日 - 1997年6月4日）【ファンキー・ジャズ】
- シャーリー・スコット（1934年3月14日 - 2002年3月10日）【ファンキー・ジャズ】
- 小曽根実（1934年4月20日 - 2018年2月15日）
- ルーベン・ウィルソン（1935年4月9日 - 2023年5月26日）【ファンキー・ジャズ】
- ジミー・マクグリフ（英語版）（1936年4月30日 - 2008年5月24日）【ファンキー・ジャズ】
- オーデル・ブラウン（英語版）（1940年2月2日 - 2011年5月3日）【ファンキー・ジャズ】
- ラリー・ヤング（1940年10月7日 - 1978年3月30日）【ファンキー・ジャズ】
- ロニー・スミス (ジャズ・ミュージシャン)（英語版）（1942年7月3日 - 2021年9月23日 ）【ファンキー・ジャズ】
- ロニー・フォスター（英語版）（1950年5月12日 - ）【ファンキー・ジャズ】
- ラリー・ゴールディングス（英語版）（1968年8月28日 - ）
- ジョーイ・デフランセスコ（英語版）（1971年4月10日 - 2022年8月25日）
- KANKAWA（寒川敏彦）（19xx年 - ）
- 大髙清美（19xx年 - ）【フュージョン】
- 橋本有津子（19xx年 - ）

### キーボード
- ジョー・ザヴィヌル（1932年7月7日 - 2007年9月11日）【フュージョン】
- 向谷実（1956年10月20日 - ）【フュージョン】
- 久米大作（1957年7月23日 - ）【フュージョン】
- 小野塚晃（1967年7月29日 - ）【フュージョン】

### ピアノ
- ジェリー・ロール・モートン（1890年9月20日 - 1941年7月10日）【ニューオーリーンズ・ジャズ / ディキシーランド・ジャズ】
- フレッチャー・ヘンダーソン（1897年12月18日 - 1952年12月28日）【スウィング・ジャズ】
- デューク・エリントン（1899年4月29日 - 1974年5月24日）【スウィング・ジャズ】
- ファッツ・ウォーラー（1904年5月21日 - 1943年12月15日）【スウィング・ジャズ】
- カウント・ベイシー（1904年8月21日 - 1984年4月26日）【スウィング・ジャズ】
- アート・テイタム（1909年10月13日 - 1956年11月5日）
- ギル・エヴァンス（1912年5月13日 - 1988年3月20日）
- テディ・ウィルソン（1912年11月14日 - 1986年7月31日）
- サン・ラ（1914年5月22日 - 1993年5月30日）
- セロニアス・モンク（1917年10月10日 - 1982年2月17日）【ビバップ】
- ハンク・ジョーンズ（1918年 - 2010年）【ビバップ】
- ベボ・バルデス（英語版）（1918年10月9日 - 2013年3月22日）
- レニー・トリスターノ（1919年3月19日 - 1978年11月18日）【クール・ジャズ】
- ジョージ・シアリング（1919年8月13日 - 2011年2月14日）【クール・ジャズ】
- ジョン・ルイス（1920年5月3日 - 2001年3月29日）【ハード・バップ】
- デイヴ・ブルーベック（1920年12月6日 - 2012年12月5日）【ウエストコースト・ジャズ】
- エロル・ガーナー（1921年6月15日 - 1977年1月2日）
- ジャッキー・バイアード（1922年6月15日 - 1999年2月11日）
- アル・ヘイグ（1922年7月19日 - 1982年11月16日）
- レッド・ガーランド（1923年5月13日 - 1984年4月23日）【ビバップ】
- ジョージ・ラッセル（1923年6月23日 - 2009年7月27日）
- エルモ・ホープ（1923年6月27日 – 1967年5月19日）
- 守安祥太郎（1924年1月5日 - 1955年9月28日）【ビバップ】
- バド・パウエル（1924年9月27日 - 1966年7月31日）【ビバップ】
- オスカー・ピーターソン（1925年8月15日 - 2007年12月23日）
- ランディ・ウェストン（1926年4月6日 - 2018年9月1日）
- マル・ウォルドロン（1926年8月16日 - 2002年12月2日）
- アントニオ・カルロス・ジョビン（1927年01月25日 - 1994年12月08日）【ブラジリアン・ジャズ／ボサノバ】
- モーズ・アリソン（1927年11月11日 - 2016年11月15日）
- ケニー・ドリュー（1928年8月28日 - 1993年8月4日）
- ホレス・シルヴァー（1928年9月2日 - 2014年6月18日）【ファンキー・ジャズ】
- セシル・テイラー（1929年3月25日 - 2018年4月5日）【フリー・ジャズ】
- ビル・エヴァンス（1929年8月16日 - 1980年9月15日）【モード・ジャズ】
- 穐吉敏子（1929年11月12日 - ）
- バリー・ハリス（1929年12月15日 - 2021年12月08日）
- トミー・フラナガン（1930年3月16日 - 2001年11月16日）【ハード・バップ】
- アーマッド・ジャマル（1930年7月20日 - 2023年4月16日）
- ムハル・リチャード・エイブラムス（1930年9月19日 - 2017年10月29日）【フリー・ジャズ】
- レイ・チャールズ（1930年9月23日 - 2004年6月10日）
- ホレス・パーラン（1931年1月19日 - 2017年2月23日）【ファンキー・ジャズ】
- アンドリュー・ヒル(1931年6月30日 - 2007年4月20日)
- ソニー・クラーク（1931年7月21日 - 1963年1月13日）【ハード・バップ】
- ウィントン・ケリー（1931年12月2日 - 1971年4月12日）
- フィニアス・ニューボーン（1931年12月14日 - 1989年5月26日）
- レイ・ブライアント（1931年12月24日 - 2011年6月2日）
- ローランド・ハナ（1932年2月10日 - 2002年11月13日）
- ミシェル・ルグラン（1932年02月24日 - 2019年01月26日）
- 世良譲（1932年3月10日 - 2004年2月17日）
- 今田勝（1932年3月21日 - 2025年5月30日）
- ポール・ブレイ（1932年11月10日 - 2016年1月3日）
- テテ・モントリュー（1933年3月28日 - 1997年8月24日）
- シダー・ウォルトン（1934年1月17日 - 2013年8月19日）
- デイヴ・グルーシン（1934年6月24日 - ）【フュージョン】
- オリヴァー・ジョーンズ（英語版）（1934年9月11日 - ）
- アブドゥーラ・イブラヒム（ダラー・ブランド）（1934年10月9日 - ）
- 前田憲男（1934年12月6日 - 2018年11月25日）
- ラリー・ウィリアムズ（1935年5月10日 - 1980年1月7日 ）【R&B / フュージョン】
- ラムゼイ・ルイス（1935年5月27日 - 2022年09月12日）【フュージョン】
- ボビー・ティモンズ（1935年12月19日 - 1974年3月1日）
- カーラ・ブレイ（1936年5月11日 - 2023年10月17日）【モード・ジャズ】
- 松岡直也（1937年5月9日 - 2014年4月29日）【フュージョン】
- アリス・コルトレーン（1937年8月27日 - 2007年1月12日）
- アレクサンダー・フォン・シュリッペンバッハ（1938年4月7日 - ）【フリー・ジャズ】
- スティーヴ・キューン（英語版）（1938年5月24日 - ）
- ゴードン・ベック（1938年9月16日 - 2011年11月6日）
- マッコイ・タイナー（1938年12月11日 - 2020年3月6日）
- ジョー・サンプル（1939年2月1日 - 2014年9月12日）【フュージョン】
- 菊地雅章（1939年10月19日 - 2015年7月7日）
- 渋谷毅（1939年11月3日 - ）
- ジェイムズ・ブッカー（1939年12月17日 - 1983年11月8日）
- ボブ・ジェームス（1939年12月25日 - ）【フュージョン】
- ハービー・ハンコック（1940年4月12日 - ）【モード・ジャズ / フュージョン】
- ロニー・リストン・スミス（1940年12月28日 - ）【フュージョン】
- ドン・グルーシン（1941年4月22日 - ）【フュージョン】
- 大野雄二（1941年5月30日 - ）
- チック・コリア（1941年6月12日 - 2021年02月09日）【モード・ジャズ / フュージョン】
- 佐藤允彦（1941年10月6日 - ）
- チューチョ・バルデース（1941年10月9日 - ）
- ドン・プーレン（1941年12月25日 - 1995年4月22日）【フリー・ジャズ】
- 山下洋輔（1942年2月26日 - ）【フリー・ジャズ】
- エウミール・デオダート（1942年6月22日 - ）
- ジョン・テイラー（1942年9月25日 - 2015年7月17日）
- ケニー・バロン（1943年6月9日 - ）
- ボビー・ライル（1944年3月11日 - ）【フュージョン】
- キース・ジャレット（1945年5月8日 - ）
- 本田竹広（1945年8月21日 - 2006年1月21日）
- ジョージ・デューク（1946年1月12日 - 2013年8月3日）【フュージョン】
- ドン・グロルニック（1947年9月23日 - 1996年6月1日） 【フュージョン】
- エグベルト・ジスモンチ（1947年12月5日 - ）【ブラジリアン・ジャズ】
- 高瀬アキ（1948年1月26日 - ）
- 辛島文雄（1948年3月9日 - 2017年2月24日）
- 山本剛（1948年3月23日 - ）
- 福居良（1948年6月1日 - 2016年3月15日）
- 板橋文夫（1949年3月8日 - ）
- ジェイムス・ウィリアムス（英語版）（1951年3月8日 - 2004年7月20日）【新伝承派】
- 橋本一子（1952年7月1日 - ）
- ジェフ・ローバー（1952年11月4日 - ）【スムース・ジャズ / フュージョン】
- デイヴィッド・ベノワ（1953年5月9日 - ）【フュージョン】
- ケイ赤城（1953年03月16日 - ）
- 佐山雅弘（1953年11月26日 - 2018年11月14日）
- ライル・メイズ（1953年11月27日 - 2020年2月10日）
- ミシェル・カミロ（1954年4月4日 - ）
- 袴塚淳（1955年1月26日 - ）
- マルグリュー・ミラー（英語版）（1955年8月13日 - ）【新伝承派】
- ケニー・カークランド（1955年9月28日 - 1998年11月11日）【新伝承派】
- グレッグ・カルーカス（1956年5月18日 - ）
- フィリップ・セス（1957年2月4日 - ）【フュージョン】
- ビリー・チャイルズ（1957年3月8日 - ）
- ジェリ・アレン（1957年6月12日 - 2017年6月27日）【新伝承派】
- 野力奏一（1957年10月20日 - ）
- 和泉宏隆（1958年9月28日 - 2021年4月26日）【フュージョン】
- 藤井郷子（1958年10月9日 - ）
- 立花洋一（1959年5月16日 - ）
- イリアーヌ・イリアス（1960年3月19日 - ）
- 木住野佳子（1960年10月15日 - ）
- 青柳誠（1961年3月17日 - ）
- 小曽根真（1961年3月25日 - ）
- 松居慶子（1961年7月26日 - ）【フュージョン】
- デヴィッド・キコスキー（英語版）（1961年9月29日 - ）
- ミシェル・ペトルチアーニ（1962年12月28日 - 1999年1月6日）
- サイラス・チェスナット（1963年1月17日 - ）【新伝承派】
- ベニー・グリーン（1963年4月4日 - ）
- ゴンサロ・ルバルカバ（1963年5月27日 - ）
- マーカス・ロバーツ（英語版）（1963年8月7日 - ）【新伝承派】
- 石井彰（1963年10月1日 - ）
- ニールス・ラン・ドーキー（1963年10月3日 - ）
- エスビョルン・スヴェンソン（1964年04月16日 - 2008年06月14日）
- 椎名豊（1964年9月23日 - ）
- ダイアナ・クラール（1964年11月16日 - ）
- ジョーイ・カルデラッツォ（1965年2月27日 - ）
- ジャッキー・テラソン（1965年11月27日 - ）
- ダニーロ・ペレス（英語版）（1965年12月29日 - ）
- 塩谷哲（1966年6月8日 - ）【フュージョン】
- 大西順子（1967年4月16日 - ）
- ブラッド・メルドー（1970年8月23日 - ）
- ブライアン・カルバートソン（1973年1月12日 - ）【フュージョン】
- スガダイロー（1974年3月19日 - ）
- アーロン・ゴールドバーグ（英語版）（1974年8月30日 - ）
- ハクエイ・キム（1975年5月6日 - ）
- 山中千尋（1976年12月26日 - ）
- ロバート・グラスパー（1978年4月5日 - ）
- 上原ひろみ（1979年3月26日 - ）
- ジェイミー・カラム（1979年8月20日 - ）
- 片倉真由子（1980年 - ）
- アキ・リッサネン（1980年2月29日 - ）
- 松永貴志（1986年1月27日 - ）
- 泉川貴広（1986年10月18日 - ）
- 大林武司（1987年1月11日 - ）
- 桑原あい（1991年9月21日 - ）
- ジョーイ・アレキサンダー（英語版）（2003年6月25日 - ）

### アコーディオン
- リシャール・ガリアーノ（1950年12月12日 - ）

## 管楽器

### クラリネット
ソプラノ・クラリネット
- ジョニー・ドッズ（1892年4月12日 - 1940年8月8日）【ディキシーランド・ジャズ】
- シドニー・ベシェ（1897年5月14日 - 1959年5月14日）【ニューオーリーンズ・ジャズ / ディキシーランド・ジャズ】
- ジョー・ダレンスバーグ（1906年6月9日 - 1985年5月24日）【ニューオーリーンズ・ジャズ / ディキシーランド・ジャズ】
- レイモンド・コンデ（1916年1月23日 - 2003年12月23日）
- ピーナッツ・ハッコー（1918年4月7日 - 2003年6月19日））【ニューオーリーンズ・ジャズ / ディキシーランド・ジャズ】
- ベニー・グッドマン（1909年5月30日 - 1986年6月13日）【スウィング・ジャズ】
- ウディ・ハーマン（1913年5月16日 - 1987年10月29日）【スウィング・ジャズ / ウエストコースト・ジャズ】
- 北村英治（1929年4月8日 - ）
- 鈴木章治（1932年8月16日 - 1995年9月10日）
- アルヴィン・バティステ（1932年11月7日 - 2007年5月6日）
- 藤家虹二（1933年9月2日 - 2011年10月24日）【スウィング・ジャズ】
- ルイ・スクラヴィス（1953年02月02日 - ）
- 大熊亘（1960年 - ）
- 谷口英治（1968年4月1日 - ）
- アナット・コーエン（英語版）（1975年 - ）

### サクソフォーン
ソプラノ・サクソフォーン
- スティーヴ・レイシー（1934年6月23日 -2004年06月04日）
- ケニー・G（1956年6月5日 - ）【フュージョン】
- ジョージ・ハワード（1956年9月15日 - 1998年3月20日）【フュージョン】
- ポール・テイラー (サクソフォーン奏者)（英語版）（1960年4月30日 - ）【フュージョン】

アルト・サクソフォーン
- ルイ・ジョーダン（1908年7月8日 - 1975年2月4日）
- チャーリー・パーカー（1920年8月29日 - 1955年3月12日）【ビバップ】
- チャーリー・マリアーノ（1923年 - 2009年6月16日）
- ポール・デスモンド（1924年11月25日 - 1977年5月30日）【ウエストコースト・ジャズ】
- サヒブ・シハブ（1925年6月13日 - 1989年10月24日）
- アート・ペッパー（1925年9月1日 - 1982年6月15日）【ウエストコースト・ジャズ】
- ジジ・グライス（1925年11月18日 - 1983年3月4日）
- ルー・ドナルドソン（1926年11月1日 - 2024年11月9日）
- リー・コニッツ（1927年10月13日 - 2020年4月15日）【クール・ジャズ】
- ソニー・クリス（1927年11月19日 - 1977年11月19日）【ビバップ】
- エリック・ドルフィー（1928年6月20日 - 1964年6月29日）
- キャノンボール・アダレイ（1928年9月15日 - 1975年8月8日）【ファンキー・ジャズ】
- オーネット・コールマン（1930年3月9日 - 2015年6月11日）【フリー・ジャズ】
- ジャッキー・マクリーン（1931年5月17日 - 2006年3月31日）【ハード・バップ】
- フィル・ウッズ（1931年11月2日 - 2015年9月29日）【ビバップ】
- 五十嵐明要（英語版）（1932年6月2日 - ）
- 渡辺貞夫（1933年2月1日 - ）【ビバップ / フュージョン】
- ジェームス・スポルディング（1937年7月30日 - ）
- 古谷充（1936年2月13日 - 2020年09月02日）
- ソニー・フォーチュン（1936年3月19日 - 2018年10月25日）
- ポール・ウィンター（1939年8月31日 - ）
- ゲイリー・バーツ（1940年9月26日 - ）
- マイク・オズボーン（1941年 - 2007年）
- 坂田明（1945年2月21日 - ）
- アンソニー・ブラクストン（英語版）（1945年6月4日 - ）
- デイヴィッド・サンボーン（1945年7月30日 - 2024年5月12日）【フュージョン】
- シャメク・ファラー（生年不詳）
- MALTA（1949年9月19日 - ）【フュージョン】
- 梅津和時（1949年10月17日 - ）【フリー・ジャズ】
- 林栄一（1950年1月1日 - ）【フリー・ジャズ】
- 土岐英史（1950年2月1日 - 2021年6月26日）【フュージョン】
- ジョン・ゾーン（1953年9月2日 - ）
- 伊東たけし（1954年3月15日 - ）【フュージョン】
- 本多俊之（1957年4月9日 - ）【フュージョン】
- エリック・マリエンサル（1957年12月13日 - ）【フュージョン】
- 多田誠司（1960年 - ）
- ドナルド・ハリソン（英語版）（1960年6月23日 - ）【新伝承派】
- ケニー・ギャレット（1960年10月9日 - ）
- 本田雅人（1962年11月13日 - ）【フュージョン】
- デイヴ・コーズ（1963年3月27日 - ）【フュージョン】
- 津上研太（1965年8月20日 - ）
- 勝田一樹（1966年9月3日 - ）【フュージョン】
- 山田穣（1968年10月27日 - ）
- 宮崎隆睦（1969年5月23日 - ）【フュージョン】
- キャンディ・ダルファー（1969年9月19日 - ）【フュージョン】
- クリス・ポッター（1971年1月1日 - ）
- 堤智恵子（1971年10月24日 - ）
- 元晴（1973年6月29日 - ）
- 小林香織（1981年10月20日 - ）
- 矢野沙織（1986年10月27日 - ）
- ユッコ・ミラー（12月25日 - ）
- 寺久保エレナ（1992年4月30日 - ）

テナー・サクソフォーン
- コールマン・ホーキンス（1904年11月21日 - 1969年5月19日）【スウィング・ジャズ / ビバップ】
- ベン・ウェブスター（1909年3月27日 - 1973年9月20日）
- レスター・ヤング（1909年8月27日 - 1959年3月15日）
- デクスター・ゴードン（1923年2月27日 - 1990年4月25日）
- サム・リヴァース（1923年9月25日 - 2011年11月26日）
- チャーリー・ラウズ（1924年4月6日 - 1988年11月30日）
- ズート・シムズ（1925年10月29日 - 1985年3月23日）
- ドン・レンデル（1926年3月4日 - 2015年10月20日）
- ジョン・コルトレーン（1926年9月23日 - 1967年7月17日）【モード・ジャズ / フリー・ジャズ】
- 松本英彦（1926年10月12日 - 2000年2月29日）
- 原信夫（1926年11月19日 - 2021年06月21日）
- J.R.モンテローズ（1927年1月19日 - 1993年9月23日）
- スタン・ゲッツ（1927年2月2日 - 1991年6月6日）【クール・ジャズ】
- 宮沢昭（1927年12月6日 - 2000年7月6日）
- ジョニー・グリフィン（1928年4月24日 - 2008年7月25日）【ハード・バップ】
- ベニー・ゴルソン（1929年1月25日 - 2024年9月21日）【ハード・バップ】
- ハンク・モブレー（1930年7月7日 - 1986年5月30日）【ハード・バップ】
- ソニー・ロリンズ（1930年9月7日 - ）【ハード・バップ】
- ブッカー・アーヴィン（1930年10月31日 - 1970年8月30日）
- デューイ・レッドマン（1931年5月17日 - 2006年9月2日）
- クリフォード・ジョーダン（1931年9月2日 - 1993年3月27日）
- 高橋達也（1931年12月27日 - 2008年2月29日）【スウィング・ジャズ】
- オリヴァー・ネルソン（1932年6月4日 - 1975年10月28日）
- ウェイン・ショーター（1933年8月25日 - 2023年03月02日）【モード・ジャズ】
- キング・カーティス（1934年2月7日 - 1971年8月13日）【フュージョン】
- タビー・ヘイズ（1935年1月30日 - 1973年6月8日）【ハード・バップ】
- ジョージ・コールマン（1935年3月8日 - ）
- アルバート・アイラー（1936年7月13日 - 1970年11月25日）【フリー・ジャズ】
- ローランド・カーク（1936年8月7日 - 1977年12月5日）
- ジョー・ヘンダーソン（1937年4月24日 - 2001年6月30日）
- アーチー・シェップ（1937年5月24日 - ）
- ジョー・ファレル（1937年12月16日 - 1986年1月10日）
- スティーヴ・マーカス（1939年9月18日 - 2005年9月25日）
- ルー・タバキン（1940年3月26日 - ）
- ジョージ・アダムス（1940年4月29日 - 1992年11月14日）【フリー・ジャズ】
- ハンス・ダルファー（1940年5月28日 - ）
- ベニー・モウピン（1940年8月29日 - ）
- ファラオ・サンダース（1940年10月13日 - 2022年09月24日）【フリー・ジャズ】
- ビリー・ハーパー（1943年1月17日 - ）
- グローヴァー・ワシントン・ジュニア（1943年12月12日 - 1999年12月17日）【スムース・ジャズ / フュージョン】
- 峰厚介（1944年 2月6日 - ）
- 山口真文（1946年9月1日 - ）
- デイヴ・リーブマン（1946年9月4日 - ）
- 中村誠一（1947年3月17日 - ）
- トム・スコット（1948年5月19日 - ）【フュージョン】
- マイケル・ブレッカー（1949年3月29日 - 2007年1月13日）【フュージョン】
- スティーヴ・グロスマン（1951年1月19日 - 2020年8月13日）
- 片山広明（1951年3月1日 - 2018年11月13日）
- 井上淑彦（1952年2月25日 - 2015年3月25日）
- ジョー・ロヴァーノ（1952年12月29日 - ）
- ボブ・ミンツァー（1953年1月27日 - ）【フュージョン】
- 清水靖晃（1954年8月9日 - ）
- ビル・エヴァンス（1958年2月9日 - ）
- カーク・ウェイラム（1958年7月11日 - ）【フュージョン】
- ネルソン・ランジェル（1960年3月26日 - ）【フュージョン】
- ブランフォード・マルサリス（1960年8月26日 - ）【新伝承派】
- 菊地成孔（1963年6月14日 - ）
- ラヴィ・コルトレーン（英語版）（1965年8月16日 - ）
- マーク・ターナー（英語版）（1965年11月10日 - ）
- 川嶋哲郎（1966年8月9日 - ）
- エリック・アレキサンダー（英語版）（1968年8月4日 - ）
- ジョシュア・レッドマン（1969年2月1日 - ）
- マーカス・ストリックランド（英語版）（1979年2月24日 - ）
- カマシ・ワシントン（1981年2月18日 - ）

バリトン・サクソフォーン
- ジェリー・マリガン（1927年4月6日 - 1996年1月20日）【ウエストコースト・ジャズ】
- ペッパー・アダムス（1930年10月8日 - 1986年9月10日）
- 原田忠幸（1936年7月20日 - ）
- ジョン・サーマン（1944年8月30日 - ）【モード・ジャズ / フリー・ジャズ】
- 阿部剛（1956年 - ）

### フルート
- ハービー・マン（1930年4月16日 - 2003年7月1日）
- ヒューバート・ロウズ（1939年11月1日 - ）【フュージョン】
- ジェレミー・スタイグ（1942年9月23日 - 2016年4月13日）
- ボビー・ハンフリー（1950年4月25日 - ）
- Miya（1981年 - ）

### ハーモニカ
- トゥーツ・シールマンス（1922年4月29日 - 2016年8月22日）
- 徳永延生 (1950年 - )
- グレゴア・マレ (1975年5月13日 - )
- 山下伶 (1987年2月6日 - )

### トランペット・コルネット・フリューゲルホルン
- バディ・ボールデン（1877年9月6日 - 1931年11月4日）【ニューオーリーンズ・ジャズ / ディキシーランド・ジャズ】
- ジョー・キング・オリバー（1885年3月11日 - 1938年4月8日）【ニューオーリーンズ・ジャズ / ディキシーランド・ジャズ】
- フレディ・ケパード（英語版）（1889年2月２7日 - 1933年7月15日）【ニューオーリーンズ・ジャズ / ディキシーランド・ジャズ】
- ルイ・アームストロング（1901年8月4日 - 1971年7月6日）【ニューオーリーンズ・ジャズ / ディキシーランド・ジャズ】
- ルイ・プリマ（1910年12月7日 - 1978年8月24日）【スウィング・ジャズ】
- 南里文雄（1910年 - 1975年）
- ディジー・ガレスピー（1917年10月21日 - 1993年1月6日）【ビバップ】
- ハワード・マギー（1918年3月6日 - 1987年7月17日）【ビバップ】
- サド・ジョーンズ（1923年3月28日 - 1986年8月21日）
- ファッツ・ナヴァロ（1923年9月24日 - 1950年7月6日）【ビバップ】
- ケニー・ドーハム（1924年8月30日 - 1972年12月5日）【ビバップ】
- マイルス・デイヴィス（1926年5月26日 - 1991年9月28日）【ハード・バップ / モード・ジャズ / フュージョン】
- メイナード・ファーガソン（1928年5月4日 - 2006年8月23日）
- アート・ファーマー（1928年8月21日 - 1999年10月4日）
- チェット・ベイカー（1929年12月23日 - 1988年5月13日）【ウエストコースト・ジャズ】
- ケニー・ホイーラー（1930年1月14日 - 2014年9月18日）
- ブルー・ミッチェル（1930年3月13日 - 1979年5月21日）
- クリフォード・ブラウン（1930年10月30日 - 1956年6月26日）【ハード・バップ】
- ナット・アダレイ（1931年11月25日 - 2000年1月2日）【ファンキー・ジャズ】
- ドナルド・バード（1932年12月9日 - 2013年2月4日）【ハード・バップ】
- クインシー・ジョーンズ（1933年3月14日 - 2024年11月3日）
- イアン・カー（1933年4月21日 - 2009年2月25日）
- ハーブ・アルパート（1935年3月31日 - ）【フュージョン】
- ドン・チェリー（1936年11月18日 - 1995年10月19日）【フリー・ジャズ】
- ブッカー・リトル（1938年4月2日 - 1961年10月5日）【ハード・バップ】
- フレディ・ハバード（1938年4月7日 - 2008年12月29日）
- リー・モーガン（1938年7月10日 - 1972年2月19日）【ハード・バップ】
- ヒュー・マセケラ（1939年4月4日 - 2018年1月23日）
- チャック・マンジョーネ（1940年11月29日 - 2025年7月22日）【フュージョン】
- レスター・ボウイ（1941年10月11日 - 1999年11月8日）
- 日野皓正（1942年10月25日 - ）
- ルー・ソロフ（1944年2月20日– 2015年3月8日）
- ウディ・ショウ（1944年12月24日 - 1989年5月10日）【モード・ジャズ】
- ランディ・ブレッカー（1945年11月27日 - ）【フュージョン】
- ジェリー・ヘイ（1950年 - ）【フュージョン】
- メルトン・ムスタファ（英語版）（1947年11月23日 - 2017年12月28日）
- 近藤等則（1948年12月15日 - 2020年10月17日）
- アルトゥーロ・サンドヴァル（1949年11月6日 - ）
- リック・ブラウン（1955年7月6日 -）【スムース・ジャズ / フュージョン】
- ヒロ川島（1957年2月23日 - ）
- ウォレス・ルーニー（1960年5月25日 - 2020年3月31日）
- ウィントン・マルサリス（1961年10月18日 - ）【新伝承派】
- テレンス・ブランチャード（1962年3月13日 - ）【新伝承派】
- クリス・ボッティ（1962年10月12日 - ）【フュージョン】
- エリック・ミヤシロ（1963年7月13日 - ）
- 原朋直（1966年10月21日 - ）
- 松島啓之（1967年11月17日 - ）
- ロイ・ハーグローブ（1969年10月16日 - 2018年11月2日）
- TOKU（1973年2月20日 - ）
- ライアン・カイザー（英語版）（1973年4月12日 - ）
- ニコラス・ペイトン（英語版）（1973年9月26日 - ）
- ファブリッツィオ・ボッソ（1973年11月5日 - ）
- 類家心平（1976年4月27日 - ）
- アヴィシャイ・コーエン（トランペット奏者）（英語版）（1978年5月23日 - ）
- 黒田卓也（1980年2月21日 - ）
- アンブローズ・アキンムシーレ（英語版）（1982年3月1日 - ）
- 広瀬未来 (ジャズトランペッター)（1984年 - ）

### トロンボーン
- グレン・ミラー（1904年3月1日 - 1944年12月15日）【スウィング・ジャズ】
- ドン・ラッシャー（1923年11月6日 - 2006年7月5日）
- J・J・ジョンソン（1924年1月22日 - 2001年2月4日）
- カール・フォンタナ（1928年7月18日 - 2003年10月9日）
- アルベルト・マンゲルスドルフ（1928年9月5日 - 2005年7月25日）
- 谷啓（1932年2月22日 - 2010年9月11日）
- ドン・ドラモンド（1932年5月6日 - 1969年5月6日）
- カーティス・フラー（1934年12月15日 -2021年5月8日 ）
- グレイシャン・モンカー3世（1937年6月3日 - 2022年06月03日｝
- ビル・ワトラス（1939年7月8日 - 2018年07月02日）
- 原田靖（1943年 - ）
- 向井滋春（1949年1月21日 - ）
- ビル・ライヒェンバッハ（1949年11月20日 - ）【フュージョン】
- 角田健一 (1951年2月3日 -）
- 堀井勝美（1955年 1月15日- ）【フュージョン】
- デルフィーヨ・マルサリス（英語版）（1965年6月28日 - ）【新伝承派】

### チューバ
- ハワード・ジョンソン（ジャズ・ミュージシャン）（英語版）（1941年8月7日 - 2021年1月11日）

## 弦楽器

### ヴァイオリン
- ステファン・グラッペリ（1908年1月26日 - 1997年12月1日）【フレンチ・ジャズ】
- ジョニー・フリゴ（英語版）（1916年12月27日 - 2007年7月4日）
- ジャン＝リュック・ポンティ（1942年9月29日 - ）【フュージョン】
- レジーナ・カーター（英語版）（1966年8月6日 - ）
- 寺井尚子（1967年5月1日 - ）

### ギター
- ジャンゴ・ラインハルト（1910年1月23日 - 1953年5月16日）【スウィング・ジャズ / フレンチ・ジャズ】
- フレディ・グリーン（1911年3月31日 - 1987年3月1日）【スウィング・ジャズ】
- チャーリー・クリスチャン（1916年7月29日 - 1942年3月2日）【スウィング・ジャズ】
- タル・ファーロウ（1921年6月7日-1998年7月25日 ）
- ハーブ・エリス (1921年8月4日 - 2010年3月28日) 【スウィング・ジャズ / クール・ジャズ】
- ウェス・モンゴメリー（1923年3月6日 - 1968年6月15日）【ハード・バップ】
- バーニー・ケッセル (1923年10月17日 - 2004年5月17日) 【ビバップ】
- チャーリー・バード（英語版）（1925年9月16日 - 1999年12月2日）
- ジョー・パス（1929年1月13日 - 1994年5月23日）
- デレク・ベイリー（1930年1月29日 - 2005年12月25日）
- 澤田駿吾（1930年2月10日 - 2006年8月28日）
- ジム・ホール（1930年12月4日 - 2013年12月10日）
- ケニー・バレル（1931年7月31日 - ）【ビバップ】
- 高柳昌行（1932年12月22日 - 1991年6月23日）【フリー・ジャズ】
- 中牟礼貞則（1933年3月15日 - ）
- 和田直（1934年1月13日 - 2021年4月29日）
- グラント・グリーン（1935年6月6日 - 1979年1月31日）【ハード・バップ】
- ガボール・ザボ（1936年3月8日 - 1982年2月26日）
- ラルフ・タウナー（1940年3月1日 - ）
- ジョン・マクラフリン（1942年1月4日 - ）【フュージョン】
- ジョージ・ベンソン（1943年3月22日 - ）【フュージョン】
- ラリー・コリエル（1943年4月2日 - 2017年2月19日）【ジャズ・ロック / フュージョン】
- ジェフ・ベック（ 1944年6月24日 - 2023年1月10日）【フュージョン】
- パット・マルティーノ（1944年8月25日 - 2011年11月1日）
- ジョン・アバークロンビー（1944年12月16日 - 2017年8月22日）
- 増尾好秋（1946年10月12日 - ）
- 川崎燎（1947年2月25日 - 2020年4月13日）【フュージョン】
- ラリー・カールトン（1948年3月2日 - ）【フュージョン】
- ビル・フリゼール（1951年3月18日 - ）
- 高嶋宏（1951年9月1日 - ）【フュージョン】
- ロベン・フォード（1951年12月16日 - ）【フュージョン】
- ジョン・スコフィールド（1951年12月26日 - ）
- リー・リトナー（1952年1月11日 - ）【フュージョン】
- 高中正義（1953年3月27日 - ）【フュージョン】
- 宮之上貴昭（1953年10月7日 - ）
- 渡辺香津美（1953年10月14日 - ）【フュージョン】
- マイク・スターン（1953年1月10日 - ）【フュージョン】
- マーク・リボー（1954年5月21日 - ）
- アル・ディ・メオラ（1954年7月22日 - ）
- パット・メセニー（1954年8月12日 - ）【フュージョン】
- スコット・ヘンダーソン（1954年8月26日 - ）
- 安藤正容（1954年9月16日 - ）【フュージョン】
- アール・クルー（1954年9月16日 - ）【フュージョン】
- 是方博邦（1955年3月3日 - ）
- ディーン・ブラウン（1955年8月19日 - ）【フュージョン】
- 天野清継（1956年 - ）【フュージョン】
- 和田アキラ（1956年8月26日 - ）【フュージョン】
- 野呂一生（1957年1月1日 - ）【フュージョン】
- 吉田次郎（1958年6月17日 - ）
- 布川俊樹（1958年7月29日 - ）
- 大友良英（1959年8月1日 - ）
- 鳥山雄司（1959年12月5日 - ）【フュージョン】
- ポール・ジャクソン・Jr（1959年12月30日 - ）【フュージョン】
- ベン・モンダー（1962年3月24日 - ）
- 増崎孝司（1962年12月8日 - ）【フュージョン】
- ノーマン・ブラウン（1963年12月18日 - ）【フュージョン】
- 竹中俊二（1964年10月23日 - ）
- 滝野聡（1965年 - ）
- ピーター・バーンスタイン（英語版）（1967年9月3日 - ）
- マーク・ホイットフィールド（1967年 - ）
- カート・ローゼンウィンケル（1970年10月28日 - ）
- ジェシ・ヴァン・ルーラー（英語版）（1972年1月11日 - ）
- 加茂フミヨシ（1974年5月8日 - ）【フュージョン】
- 小沼ようすけ（1974年11月24日 - ）

### ベース
- ウォルター・ペイジ（1900年2月9日 - 1957年12月20日）【スウィング・ジャズ】
- ミルト・ヒントン（英語版）（1910年6月23日 - 2000年12月19日）
- チャールズ・ミンガス（1922年4月22日 - 1979年1月5日）
- オスカー・ペティフォード（1922年9月30日 - 1960年9月8日）
- パーシー・ヒース（1923年4月30日 - 2005年4月28日）
- ウィルバー・ウェア（1923年9月8日 - 1979年9月9日）
- アーヴェル・ショウ（1923年9月15日 - 2002年11月5日）
- サム・ジョーンズ（1924年11月12日 - 1981年12月15日）【ハード・バップ】
- ジミー・メリット（英語版）（1926年3月3日 - 2020年4月10日）
- レイ・ブラウン（1926年10月13日 - 2002年7月2日）
- アーメド・アブダル・マリク（英語版）（1927年1月30日 - 1993年10月2日）
- ウィルバー・リトル（1928年5月5日 - 1987年5月4日）【ハード・バップ】
- リチャード・デイヴィス (ベーシスト)（英語版）（1930年4月15日 - 2023年9月6日）
- ボブ・クランショウ（英語版）（1932年12月10日 - 2016年11月2日）
- 鈴木勲（1933年01月02日 - 2022年03月08日）
- ダグ・ワトキンス（英語版）（1934年3月2日 - 1962年2月5日）
- ジミー・ギャリソン（1934年3月3日 - 1976年4月7日）
- アート・デイヴィス（英語版）（1934年12月5日 - 2007年7月29日）
- ポール・チェンバース（1935年4月22日 - 1969年1月4日）【ハード・バップ】
- セシル・マクビー（1935年5月19日 - ）
- スコット・ラファロ（1936年4月3日 - 1961年7月6日）【モード・ジャズ】
- ゲイリー・ピーコック（1936年5月12日 - 2020年09月04日）
- ロン・カーター（1937年5月4日 - ）【モード・ジャズ】
- レジー・ワークマン（1937年6月26日 - ）
- チャーリー・ヘイデン（1937年8月6日 - 2014年7月11日）【モード・ジャズ / フリー・ジャズ】
- スティーヴ・スワロウ（1940年10月4日 - ）【モード・ジャズ】
- バスター・ウィリアムス（1942年4月17日 - ）【モード・ジャズ】
- ジョージ・ムラーツ（1944年9月9日 - 2021年09月16日）
- エディ・ゴメス（1944年10月4日 - ）
- 鈴木良雄（1946年3月21日 - ）
- ニールス＝ヘニング・エルステッド・ペデルセン（1946年5月27日 - 2005年4月19日）
- デイヴ・ホランド（1946年10月1日 - ）
- ポール・ジャクソン（1947年3月28日 - ）【フュージョン】
- エイブラハム（エイブ）・ラボリエル・シニア(1947年7月17日 - ）【フュージョン】
- ミロスラフ・ヴィトウス（1947年12月6日 - ）
- 岡田勉（1948年12月23日 - 2013年10月2日）
- 鳴瀬喜博（1949年11月13日 - ）【フュージョン】
- 井野信義（1950年03月26日 - ）
- チャールズ・ファンブロー（1950年8月25日 - 2011年1月1日）【新伝承派】
- スタンリー・クラーク（1951年6月30日 - ）【フュージョン】
- ジャコ・パストリアス（1951年12月1日 - 1987年9月21日）【フュージョン】
- アンソニー・ジャクソン（1952年6月23日 - ）
- ウィル・リー（1952年9月8日 - ）
- 蓑輪裕之（1952年12月28日 - ）
- グレッグ・コーエン（1953年6月13日 - ）
- マーク・ジョンソン（1953年10月21日 - ）
- 金澤英明（1954年3月4日 - ）
- 早川岳晴（1954年3月19日 - ）【フリー・ジャズ】
- 水野正敏（1954年5月7日 - ）
- ネイザン・イースト（1955年12月8日 - ）【フュージョン】
- 櫻井哲夫（1957年11月13日 - ）【フュージョン】
- 北川潔（英語版）（1958年12月5日 - ）
- マーカス・ミラー（1959年6月14日 - ）【フュージョン】
- ジョン・パティトゥッチ（1959年12月22日 - ）【フュージョン】
- ロニー・プラキシコ（1960年9月4日 - ）【新伝承派】
- ブライアン・ブロンバーグ（英語版）（1960年12月5日 - ）【フュージョン】
- 田中豊雪（1961年4月29日 - ）【フュージョン】
- 俵山昌之（1963年 - ）
- スコット・コリー（英語版）（1963年 - ）
- ヴィクター・ウッテン（1964年9月11日 - ）
- ロバート・ハースト（英語版）（1964年10月4日 - ）
- 須藤満（1964年12月14日 - ）【フュージョン】
- 上村信（1964年12月18日 - ）
- ラリー・グレナディア（英語版）（1966年2月6日 - ）
- 安カ川大樹（1966年2月6日 - ）
- チャーネット・モフェット（1967年6月10日  - 2022年4月11日）
- 日野賢二（1967年8月17日 - ）
- リチャード・ボナ（1967年10月28日 - ）【フュージョン】
- クリス・ミン・ドーキー（1969年2月7日 - ）
- 今沢カゲロウ（1970年2月15日 - ）【フュージョン】
- アヴィシャイ・コーエン（ベーシスト）（英語版）（1970年4月20日 - ）
- クリスチャン・マクブライド（1972年3月31日 - ）
- リューベン・ロジャース（英語版）（1974年11月15日 - ）
- エスペランサ・スポルディング（1984年10月18日 - ）
- タル・ウィルケンフェルド（1986年12月2日 - ）【フュージョン】
- 小川晋平（1994年1月19日 - ）

### バンジョー
- ベラ・フレック（1958年6月10日 - ）

## 打楽器

### ヴィブラフォン
- ライオネル・ハンプトン（1908年4月20日 - 2002年8月31日）【スウィング・ジャズ】
- ミルト・ジャクソン（1923年1月1日 - 1999年10月9日）【ハード・バップ】
- 鍋島直昶（1926年 - 2021年1月6日）
- マイク・マイニエリ（1938年7月24日 - ）【フュージョン】
- ロイ・エアーズ（1940年9月10日 - 2025年3月4日）【フュージョン】
- ボビー・ハッチャーソン（1941年1月27日 - 2016年8月15日）
- ゲイリー・バートン（1943年1月23日 - ）
- 赤松敏弘（1957年1月4日 - ）

### ドラム
- ジーン・クルーパ（1909年1月15日 - 1973年10月16日）
- ジョー・ジョーンズ（1911年10月11日 - 1985年9月3日）【スウィング・ジャズ】
- ジミー原田（1911年12月10日 - 1995年5月12日）
- ケニー・クラーク（1914年 - 1985年）【ビバップ】
- バディ・リッチ（1917年9月30日 - 1987年4月2日）
- アート・ブレイキー（1919年10月11日 - 1990年10月16日）
- シェリー・マン（1920年 - 1984年）【ウエストコースト・ジャズ】
- チコ・ハミルトン（1921年9月21日 - 2013年11月25日）【ウエストコースト・ジャズ】
- フィリー・ジョー・ジョーンズ（1923年7月15日 - 1985年8月30日）【ハード・バップ】
- マックス・ローチ（1924年1月10日 - 2007年8月16日）【ハード・バップ】
- ロイ・ヘインズ（1925年3月13日 - 2024年11月12日）【ハード・バップ】
- ジョージ川口（1927年6月15日 - 2003年11月1日）
- コニー・ケイ（1927年4月27日 - 1994年11月30日）
- エルヴィン・ジョーンズ（1927年9月9日 - 2004年5月18日）【ハード・バップ】
- 南廣（1928年3月15日 - 1989年3月4日）
- ジミー・コブ（1929年1月20日 - 2020年5月24日）
- アート・テイラー（1929年4月6日 - 1995年2月6日）
- メル・ルイス（1929年5月10日 - 1990年2月2日）
- エド・ブラックウェル（英語版）（1929年10月10日 - 1992年10月8日）
- ポール・モチアン（1931年3月25日 - 2011年11月22日）
- 白木秀雄（1933年1月1日 - 1972年8月31日）
- ウィリー・ボボ（1934年2月24日 - 1983年9月15日）
- ラシッド・アリ（英語版）（1935年7月1日 - 2009年8月12日）
- ダニー・リッチモンド（1935年12月15日 - 1988年3月15日）
- ビリー・ヒギンス（1936年10月11日 - 2001年5月3日）【フリー・ジャズ】
- ジョージ大塚（1937年4月6日 - 2020年3月10日）
- ピート・ラロカ（1938年4月7日 - 2012年11月19日）
- 富樫雅彦（1940年3月22日 - 2007年8月22日）
- アイアート・モレイラ（1941年8月5日 - ）
- ジョー・チェンバース（1942年6月25日 - ）
- ジャック・ディジョネット（1942年8月9日 - ）
- アル・フォスター（1943年1月18日 - 2025年5月28日）
- スティーヴ・リード（英語版）（1944年1月29日 - 2019年4月13日）【フュージョン】
- ビリー・コブハム（1944年5月16日 - ）【フュージョン】
- アレックス・アクーニャ（1944年12月12日 - ）【フュージョン】
- 森山威男（1945年1月2日 - ）
- スティーヴ・ガッド（1945年4月9日 - ）【フュージョン】
- 四方田勇夫（1945年 - ）
- トニー・ウィリアムス（1945年12月12日 - 1997年2月23日）
- 日野元彦（1946年1月3日 - 1999年5月13日）
- ハーヴィー・メイソン（1947年2月22日 - ）【フュージョン】
- 村上寛（1948年3月14日 - ）
- アルフォンス・ムゾーン（1948年11月21日 - 2016年12月25日）
- レニー・ホワイト（1949年12月19日 - ）【フュージョン】
- 村上秀一（1951年1月1日 - 2021年3月9日）
- ピーター・アースキン（1954年6月5日 - ）【フュージョン】
- スティーヴ・スミス（1954年8月21日 - ）
- 原田俊太郎（1955年 - ）
- ヴィニー・カリウタ（1956年2月5日 - ）
- ハーリン・ライリー（英語版）（1957年2月15日 - ）【新伝承派】
- ケニー・ワシントン（英語版）（1958年5月29日 - ）【新伝承派】
- ルイス・ナッシュ（英語版）（1958年12月30日 - ）
- オマー・ハキム（1959年2月12日 - ）【フュージョン】
- 芳垣安洋（1959年2月21日 - ）
- 神保彰（1959年2月27日 - ）【フュージョン】
- デニス・チェンバース（1959年5月9日 - ）【フュージョン】
- シンディ・ブラックマン（英語版）（1959年11月18日 - ）
- デイヴ・ウェックル（1960年1月8日 - ）【フュージョン】
- ジェフ・テイン・ワッツ（1960年1月20日 - ）【新伝承派】
- カール・アレン（英語版）（1961年4月28日 - ）
- マーヴィン・スミッティ・スミス（英語版）（1961年6月24日 - ）【新伝承派】
- ジェフ・バラード（英語版）（1963年9月17日 - ）
- ホルヘ・ロッシ（英語版）（1964年8月21日 - ）
- 則竹裕之（1964年8月27日 - ）【フュージョン】
- テリ・リン・キャリントン（1965年8月4日 - ）
- 大坂昌彦（1966年9月28日 - ）
- ビル・スチュワート（英語版）（1966年11月18日 - ）
- 本田珠也（1969年11月25日 - ）
- グレゴリー・ハッチンソン（英語版）（1970年6月16日 - ）
- ブライアン・ブレイド（1970年7月25日 - ）
- エイブラハム（エイブ）・ラボリエル・ジュニア（英語版）(1971年3月21日 - ）【フュージョン】
- アントニオ・サンチェス（1971年11月1日 - ）
- 江藤良人（1973年4月14日 - ）
- エリック・ハーランド（英語版）（1976年11月8日 - ）
- 石若駿（1992年8月16日 - ）

### その他打楽器
- マチート（1912年2月16日 - 1984年4月15日）【アフロ・キューバン・ジャズ】
- チャノ・ポソ（1915年1月7日 - 1948年12月2日）【ラテン・ジャズ】
- ドン・アライアス（1939年12月25日 - 2006年3月29日）
- ビル・サマーズ（1948年6月27日 - ）

## シンガー

### 女性
- リー・ワイリー（英語版）（1908年10月9日 - 1975年12月11日）
- ビリー・ホリデイ（1915年4月7日 - 1959年7月17日）
- エラ・フィッツジェラルド（1917年4月25日 - 1996年6月15日）
- レナ・ホーン（1917年6月30日 - 2010年5月9日）
- アニタ・オデイ（1919年10月18日 - 2006年11月23日）
- ペギー・リー（1920年5月26日 - 2002年1月21日）
- カーメン・マクレエ（1920年8月8日 - 1994年11月10日）
- サラ・ヴォーン（1924年3月27日 - 1990年4月3日）
- ブロッサム・ディアリー（1924年4月28日 - 2009年2月7日）
- ダイナ・ワシントン（1924年8月29日 - 1963年12月14日）
- ジュリー・ロンドン（1926年9月26日 - 2000年10月18日）
- クレオ・レーン（1927年10月28日 - ）
- クリス・コナー（1927年11月8日 - 2009年8月29日）
- ローズマリー・クルーニー（1928年5月23日 - 2002年6月29日）
- ダコタ・ステイトン（1930年6月3日 - 2007年4月10日）
- ヘレン・メリル（1930年7月21日 - ）
- アビー・リンカーン（1930年8月6日 - 2010年8月14日）
- テレサ・ブリュワー（1931年5月7日 - 2007年10月17日）
- ニーナ・シモン（1933年2月21日 - 2003年4月21日）
- シャーリー・ホーン（1934年5月1日 - 2005年10月20日）
- ナンシー・ウィルソン（1937年2月20日 - 2018年12月13日）
- カーリン・クローグ（1937年5月15日 - ）
- モニカ・ゼタールンド（1937年9月20日 - 2005年5月12日）
- アストラッド・ジルベルト（1940年3月29日 - 2023年6月5日）【ブラジリアン・ジャズ／ボサノバ】
- フローラ・プリム（1942年3月6日 - ）
- マリーナ・ショウ（1942年9月22日 -  2024年1月19日）
- サリナ・ジョーンズ（英語版）（1944年1月29日 - ）
- 笠井紀美子（1945年12月15日 - ）
- 沖山秀子（1945年12月21日 - 2011年3月21日）
- 伊藤君子（1946年7月11日 - ）
- アンリ菅野（1948年8月7日 - 2000年6月30日）
- ディー・ディー・ブリッジウォーター（1950年5月27日 - ）
- 阿川泰子（1951年10月16日 - ）
- しばたはつみ（1952年 - 2010年）
- カサンドラ・ウィルソン（1955年12月4日 - ）
- ダイアン・リーヴス（1956年10月23日 - ）
- 綾戸智恵（1957年9月10日 - ）
- 平賀マリカ（19xx年5月31日 - ）
- マリーン（1960年1月4日 - ）【フュージョン】
- ホリー・コール（1963年11月25日 - ）
- ケイコ・リー（1965年2月17日 - ）
- ウィリアムス浩子（19xx年 - ）
- 井上真紀（19xx年 - ）
- グレッチェン・パーラト（英語版）（1976年2月11日 - ）
- akiko（1976年12月14日 - ）
- ノラ・ジョーンズ（1979年3月30日 - ）
- Shiho（19xx年 - ）

### 男性
- キャブ・キャロウェイ（1907年12月25日 - 1994年11月18日）
- フランク・シナトラ（1915年12月12日 - 1998年5月14日）
- ナット・キング・コール（1919年3月17日 - 1965年2月15日）【スウィング・ジャズ】
- ジョニー・ハートマン（1923年7月13日 - 1983年9月15日）
- ボブ・ドロー（英語版）（1923年12月12日 - 2018年4月23日）
- メル・トーメ（1925年9月13日 - 1999年6月5日）
- トニー・ベネット（1926年8月3日 - 2023年7月21日）
- マーク・マーフィー（1932年3月14日 - 2015年10月22日）
- アル・ジャロウ（1940年3月12日 - 2017年2月12日）
- カール・アンダーソン（1945年2月27日 - 2004年2月23日）
- ボビー・マクファーリン（1950年3月11日 - ）
- ハリー・コニック・Jr（1967年9月11日 - ）
- カート・エリング（1967年11月2日 - ）
- マイケル・ブーブレ（1975年9月9日 - ）
- ウーター・ヘメル（1977年5月19日 - ）
- 小林桂（1979年5月9日 - ）